# Ferrari 375 Plus Pinin Farina Cabriolet
Das Ferrari 375 Plus Pinin Farina Cabriolet war ein Einzelstück, das 1954 bei Ferrari und Pininfarina gebaut wurde.

## Entwicklungsgeschichte
Das 375 Plus Pinin Farina Cabriolet wurde 1954 im Auftrag des ehemaligen belgischen Königs Leopold III. gebaut und wird in Fachkreisen heute als „König Leopolds Ferrari“ bezeichnet. Der Wagen ist insofern eine Rarität, als seine Technik auf dem Ferrari 375 Plus, dem Werkswagen der Scuderia Ferrari in der Sportwagen-Weltmeisterschaft des Jahres 1954, beruht. 

## Technik
Dieser Wagen war der siebte und letzte der von Pinifarina karossierten 375 Plus. Der Wagen hatte den 5-Liter-V12-Motor des Rennwagens, der 320 PS leistete. Im Unterschied zum 375 Plus mit De-Dion-Achse war im Cabriolet die Starrachse des 375MM eingebaut, weil die De-Dion-Achse zu viel Platz benötigte. Leopold III., der einige Male in Maranello war, hatte viele Sonderwünsche. Eine Besonderheit war ein Höhenmesser, der am Deckel des Handschuhfaches angebracht wurde. Auch das grüne Leder der Innenausstattung hatte Leopold ausgesucht. Der schwarz lackierte Wagen ist heute im Besitz eines US-amerikanischen Sammlers.